# Sandefjord Fotball 2005
Questa voce raccoglie le informazioni riguardanti il Sandefjord Fotball nelle competizioni ufficiali della stagione 2005.

## Rosa
| N. |                        | Ruolo | Calciatore             |
| -- | ---------------------- | ----- | ---------------------- |
| 1  | Norvegia (bandiera)    | P     | Skule Notø             |
| 2  | Norvegia (bandiera)    | D     | Thomas Eftedal         |
| 3  | Norvegia (bandiera)    | D     | Tom Kristoffersen      |
| 4  | Norvegia (bandiera)    | D     | Hjalmar Johansen       |
| 5  | Norvegia (bandiera)    | D     | Jan Fredrik Bjørntvedt |
| 6  | Norvegia (bandiera)    | C     | Frode Fredriksen       |
| 7  | Norvegia (bandiera)    | C     | Geir Ludvig Fevang     |
| 8  | Norvegia (bandiera)    | C     | Hans Erik Ødegaard     |
| 9  | Norvegia (bandiera)    | A     | Fredrik Thorsen        |
| 10 | Brasile (bandiera)     | A     | Rodrigo Silva          |
| 11 | Svezia (bandiera)      | A     | Andreas Tegström       |
| 12 | Norvegia (bandiera)    | P     | Espen Bugge Pettersen  |
| 13 | Stati Uniti (bandiera) | A     | Brian Waltrip          |

| N. |                     | Ruolo | Calciatore            |
| -- | ------------------- | ----- | --------------------- |
| 14 | Norvegia (bandiera) | C     | Ørjan Berg Hansen     |
| 15 | Norvegia (bandiera) | D     | Vadim Demidov         |
| 16 | Norvegia (bandiera) | C     | Samuel Isaksen        |
| 17 | Norvegia (bandiera) | D     | Trym Bergman          |
| 18 | Giappone (bandiera) | C     | Junichi Yamagishi     |
| 19 | Norvegia (bandiera) | C     | Magne Sturød          |
| 20 | Norvegia (bandiera) | C     | Kjell André Thu       |
| 21 | Norvegia (bandiera) | A     | Olav Tuelo Johannesen |
| 22 | Norvegia (bandiera) | D     | Arnar Førsund         |
| 22 | Norvegia (bandiera) | D     | Vegard Dokken         |
| 23 | Svezia (bandiera)   | D     | Jakob Augustsson      |
| 27 | Svezia (bandiera)   | D     | Andreas Augustsson    |